# 張蚊
張蚊（英語：Irving Cheung，1982年9月14日—），原名張伊雯，香港電影美術指導，曾六次獲得香港電影金像獎最佳美術指導、最佳服裝造型設計提名。

## 經歷
1982年9月出生於香港，2005年畢業於倫敦藝術大學切爾西藝術學院，2017年修畢皇家墨爾本理工大學藝術碩士學位。因爲家人從事電影行業，自十四歲時已接觸電影片場，後師承電影美術總監張世宏，由助理美術、服裝做起，2010年首次任電影美術指導，參與製作雲翔導演電影《愛很爛》。
張蚊是脊椎側彎症患者，曾經歷過三次大手術，最嚴重的一次流了9公升血。2005年，張蚊與家人曾親歷倫敦七七爆炸案，所幸最後平安無事。2007年尾，張蚊與6名電影工作人員夾份買六合彩，結果獲中當期4500萬頭獎，使其得以在金融海嘯停工下負擔所需手術費用。

## 作品
| 年份 | 片名           | 佈景 | 服裝設計 |
| ---- | -------------- | ---- | -------- |
| 2007 | 《軍雞》       | 否   | 否       |
| 2008 | 《深海尋人》   | 否   | 否       |
| 2011 | 《愛很爛》     | 是   | 否       |
| 2013 | 《殭屍》       | 是   | 否       |
| 2015 | 《香港三部曲》 | 是   | 否       |
| 2016 | 《開飯啦！》   | 是   | 否       |
| 2016 | 《同流合烏》   | 否   | 是       |
| 2016 | 《選老頂》     | 是   | 否       |
| 2017 | 《三十儿立》   | 是   | 是       |
| 2017 | 《空手道》     | 是   | 是       |
| 2018 | 《逆流大叔》   | 是   | 否       |
| 2018 | 《翠絲》       | 是   | 是       |
| 2021 | 《狂舞派3》    | 是   | 否       |
| 2022 | 《電子靈》     | 是   | 否       |
| 2022 | 《飯戲攻心》   | 是   | 否       |
| 2023 | 《年少日記》   | 是   | 否       |
| 2024 | 《飯戲攻心2》  | 是   | 否       |

## 獎項
| 年份   | 頒獎典禮             | 獎項             | 影片         | 結果 |
| ------ | -------------------- | ---------------- | ------------ | ---- |
| 2013年 | 第33屆香港電影金像獎 | 最佳美術指導     | 《殭屍》     | 提名 |
| 2017年 | 第37屆香港電影金像獎 | 最佳美術指導     | 《空手道》   | 提名 |
| 2018年 | 第38屆香港電影金像獎 | 最佳美術指導     | 《翠絲》     | 提名 |
| 2018年 | 第38屆香港電影金像獎 | 最佳服裝造型設計 | 《翠絲》     | 提名 |
| 2022年 | 第41屆香港電影金像獎 | 最佳美術指導     | 《飯戲攻心》 | 提名 |
| 2024年 | 第42屆香港電影金像獎 | 最佳美術指導     | 《年少日記》 | 提名 |